# Allassostomoides chelydrae
Allassostomoides chelydrae är en plattmaskart. Allassostomoides chelydrae ingår i släktet Allassostomoides och familjen Paramphistomatidae. Inga underarter finns listade i Catalogue of Life.